# Стоил Трънков
Стоил Трънков (26 април 1949 г. – 8 декември 2017 г.) е български футболист и треньор по футбол. Трикратен шампион с ЦСКА (София) през 70-те години на ХХ век. Племенник на Борис Трънков.

## Кариера
Играл за отборите на Марица (Пловдив), ЦСКА (София), Ботев (Пловдив), ФК Димитровград. Има 96 мача и 11 гола в А група. Три пъти е шампион (1972, 1973, 1975) с ЦСКА. Трикратен носител на купата на съветската армия (1972, 1973, 1974) с ЦСКА.
Помощник-треньор на Димитър Пенев в ЦСКА в периода 1986-1990, когато в ЦСКА играят едни от най-силните български футболисти - Христо Стоичков, Емил Костадинов, Любо Пенев, Лъчезар Танев, Трифон Иванов и др.
Бил е треньор в А група през 1991 г. Има 8 мача начело на Хебър (Пазарджик), от които 1 победа, 1 равен и 6 загуби, една от които за купата на България.

## Успехи
ЦСКА София
- А група:
  -  Шампион (3): 1971/72, 1972/73, 1974/75

- Национална купа:
  -  Носител (3): 1971/72, 1972/73, 1973/74